# Eishockey in Unna
Eishockey wurde in Unna-Königsborn (Nordrhein-Westfalen) von 1977 bis 2018 gespielt.

## Geschichte

### Königsborner SV
Das Unnaer Eishockey existiert offiziell seit 1979, zwei Jahre, nachdem die Eissporthalle in Unna-Königsborn mit insgesamt 4000 Plätzen (2400 Sitz- und 1600 Stehplätze) errichtet wurde. Der erste in Unna ansässige Eishockeyverein war der Königsborner SV, der sogar die Aufstiegsrunde zur 2. Bundesliga erreichte, den Aufstieg letzten Endes jedoch verpasste und 1983 finanziell am Ende war.

### EHC Unna
Der EHC Unna, Nachfolgeclub des Königsborner SV existierte deutlich länger. Dieser ging im Jahre 1983 an den Start und spielte zunächst in der NRW-Liga. In der Saison 1984/85 gelang der Aufstieg in die Oberliga, aus welcher er zwei Jahre später wieder abstieg. Erneut zwei Jahre später, in der Saison 1988/89 schaffte der EHCU den Wiederaufstieg in die dritthöchste Spielklasse. Dort avancierte er zur Spitzenmannschaft und trat in die sportlichen Fußstapfen des KSV. In der Saison 1990/91 erreichte der EHC Unna zwar die Qualifikationsrunde zur 2. Bundesliga, verpasste den Aufstieg jedoch und verblieb für ein weiteres Jahr in der Oberliga, ehe auch diesen Verein aus finanziellen Gründen den Spielbetrieb einstellen musste.

### Königsborner EC/EC Devils Königsborn
Da sich jedoch auch weiterhin Personen für den Eishockeysport in Unna einsetzte, wurde 1992 der Königsborner EC gegründet, der den Spielbetrieb in der Landesliga aufnahm, ehe er 1995 mit dem EC Devils Iserlohn zum EC Devils Königsborn fusionierte und 1995/1996 in der 2. Liga Nord sein Glück versuchte. Diese war für die Devils jedoch nur ein Durchgangslager. Gleich in der ersten Saison als ECDK gelang der Aufstieg in die 1. Liga Nord, der damals zweithöchsten deutschen Spielklasse. Die Saison begann sehr vielversprechend, da die Königsborner sogar den NHL-Star Jaromír Jágr für ein Freundschaftsspiel verpflichten konnten, was deutschlandweit für Aufsehen und eine volle Unnaer Eishalle sorgte. Allerdings erwies sich der Rest der Saison 1996/97 als eine einzige Farce. Nach langem Hickhack mit dem Deutschen Eishockey-Bund erhielten die Devils in letzter Minute die Lizenz. Aufgrund fehlender finanzieller Mittel war der Spielbetrieb allerdings permanent gefährdet. Spieler kamen und gingen, der Verein forderte von anderen Vereinen sogar Antrittsgelder. Während der laufenden Saison, welche mit 2 Punkten und dem damit verbundenen letzten Tabellenplatz abgeschlossen wurde, erfolgte eine Rückbenennung in Königsborner EC. Die Relegationsrunde konnte nicht beendet werden, da das letzte Heimspiel gegen den damaligen Nachbarn aus Hamm abgesetzt wurde. Somit war auch dieser Verein Geschichte.

### ESC Unna 97
Daraufhin ging der ESC Unna 97 in der Spielzeit 1997/98 in der Landesliga an den Start. In der Hoffnung, die alten Fehler nicht erneut zu begehen, gelang im selben Jahr sofort der Aufstieg in die Verbandsliga. Da die alten Fehler zwar nicht gemacht wurden, dafür aber etliche neue hinzu kamen, musste der Spielbetrieb noch während der Vorrunde eingestellt werden. Aufgrund eines Spielermangels mit finanziellen Hintergründen konnte der ESCU zweimal in Folge nicht antreten und wurde deshalb vom Spielbetrieb ausgeschlossen. Dies war das vorerst letzte Mal, dass das Unnaer Eishockey eine eigene Seniorenmannschaft beheimatete.
In der Saison 1999/2000 trug die Juniorenmannschaft des Iserlohner EC die Regionalligaheimspiele in Unna aus, da es in Iserlohn zum einen an Eiszeiten mangelte, man gleichzeitig aber auch versuchte, Zuschauer anzulocken. Nach einer durchwachsenen Saison, die fast unter Ausschluss der Öffentlichkeit absolviert wurde, wurde das Projekt 1b-Mannschaft kurzfristig eingestellt. In den beiden darauf folgenden Saisons nahm keine Herrenmannschaft den Spielbetrieb in Unna auf, stattdessen wurde die Eissporthalle im Unna-Königsborn die neue Heimat des DEC Iserlohn, eines Damenteams, welches in der Damen-Landesliga spielte und sich zur Saison 2007/08 dem Königsborner JEC anschloss.

### Königsborner Jugend Eishockeyclub
Der Königsborner Jugend Eishockeyclub (KJEC) wurde 1985 gegründet. Zuerst widmete man sich ausschließlich der Förderung des Nachwuchses. In Unna beheimatete Teams wie der EHC Unna, der EC Devils Königsborn sowie der ESC Unna griffen gerne auf den gut ausgebildeten Königsborner Nachwuchs zurück. Mit der Abmeldung des ESC Unna im Jahre 1998 stand man jedoch vor einem Vakuum.
Um den zahlreichen Nachwuchsspielern auch nach ihrer Juniorenzeit eine sportliche Heimat bieten zu können, wurde in der Saison 2002/03 erstmals in der Vereinsgeschichte eine Seniorenmannschaft ins Rennen geschickt. Das mit zahlreichen Eigengewächsen gespickte Team ging unter dem Kampfnamen „Bulldogs“ in der Bezirksliga NRW an den Start. Bereits in der Debütsaison gelang der jungen Mannschaft der Aufstieg in die Landesliga NRW. 2003/04 konnte das Ziel des Klassenerhaltes bereits frühzeitig mit Erreichen der Aufstiegsrunde zur Verbandsliga gesichert werden. In der darauf folgenden Saison 2004/05 gelang den jungen „Bulldogs“ der große Coup und man wurde ungeschlagen Meister der Landesliga. In der anschließenden Pokalrunde gelang es dem KJEC, die Erfolgsserie fortzusetzen und als Vizepokalsieger den Aufstieg in die Verbandsliga zu feiern.
Infolge einer Umstrukturierung der Nordrhein-Westfälischen Amateurligen wurde der Königsborner JEC in der Saison 2005/06 in die höchste deutsche Amateurklasse – die Regionalliga eingestuft. Hier mussten sich die jungen „Bulldogs“ an Vereinen messen, welche über zahlreiche Profis und Halbprofis verfügten. Die finanziell begrenzten Möglichkeiten ließen keine großen Sprünge zu, weshalb die Klasse sportlich nicht gehalten werden konnte. Die jungen Spieler kämpften bis zuletzt – im Gegensatz zu anderen Vereinen – vollkommen unentgeltlich.
Als Nachrücker konnte der KJEC auch in der Saison 2006/07 in der Regionalliga antreten. Nach einer überraschend starken Vorrunde – der KJEC belegte den 9. von insgesamt 12 Plätzen – stieg die Mannschaft von Trainer Uwe Roosen in der anschließenden Pokalrunde sportlich ab. Doch auch in der Saison 2007/08 werden die Bulldogs in der Regionalliga vertreten sein. Durch den Rückzug des ESV Bergisch Gladbach konnte Königsborn erneut als Nachrücker die Klasse halten.
Die Saison 2007/08 war die bislang sportlich erfolgreichste in der Vereinsgeschichte. Nachdem Königsborn, damals noch unter Trainer Uwe Roosen, die Vorrunde abermals auf dem vorletzten Tabellenplatz beendet hatte, war man in der darauf folgenden Pokalrunde deutlich erfolgreicher. Nachdem Willi Tesch die Aufgaben von Uwe Roosen bereits nach dessen Rücktritt unmittelbar nach dem Vorrundenspiel bei den DEG Metro Stars II übernommen hatte, ging es sportlich allmählich bergauf. Pünktlich zu Beginn der Pokalrunde verpflichtete man die beiden erfolgreichen Regionalliga-Ausländer Derek Picklyk und David Stetch vom Liga-Konkurrenten EC Bergisch Land. Dieser Wechsel erwies sich als richtig, denn fortan kämpfte Königsborn um den Pokalsieg. Am Ende konnte man frühzeitig den Klassenerhalt feiern und verpasste mit lediglich zwei Punkten Rückstand den Pokalsieg.
Der sportliche Erfolg der 1. Herrenmannschaft aus der Vorsaison konnte in der Saison 2008/09 übertroffen werden: Nach einer erfolgreichen Vorrunde verpasste der KJEC mit lediglich sieben Punkten Rückstand die Teilnahme an der Aufstiegsrunde zur Oberliga und belegte den siebten Platz. In der Pokalrunde erreichten die Königsborner, wie schon im Vorjahr, den zweiten Platz und wurden Vize-Pokalsieger.
Zur Saison 2010/11 stieg die 1. Mannschaft in die neu gegründete Oberliga West auf. 2014 folgte der Rückzug in die NRW-Liga.
Seit der Schließung der Eishalle in Unna spielen und trainieren die Nachwuchsmannschaften und die Damenmannschaft des Königsborner JEC in der Eissporthalle Bergkamen.

## Fraueneishockey
Seit der Saison 2007/08 nimmt auch unter dem Namen Königsborner JEC die Fraueneishockeymannschaft des DEC Iserlohn am Spielbetrieb teil. In der Landesliga-Pokalrunde gelang 2008 der Pokalsieg und in der Folgesaison 2008/09 schafften die Damen den Aufstieg in die 2. Liga Nord.

## Eissporthalle

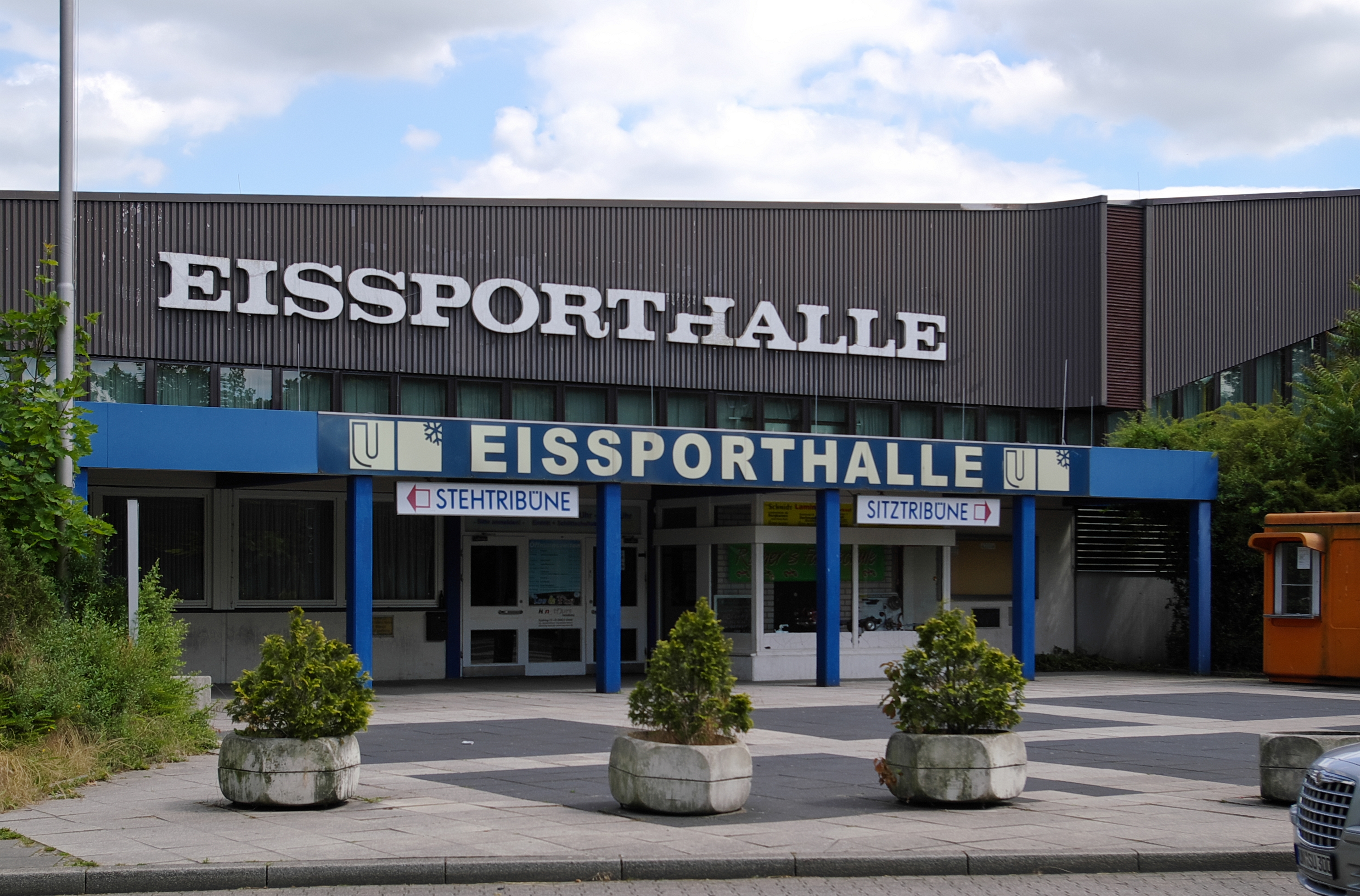
Eissporthalle Unna (2008)

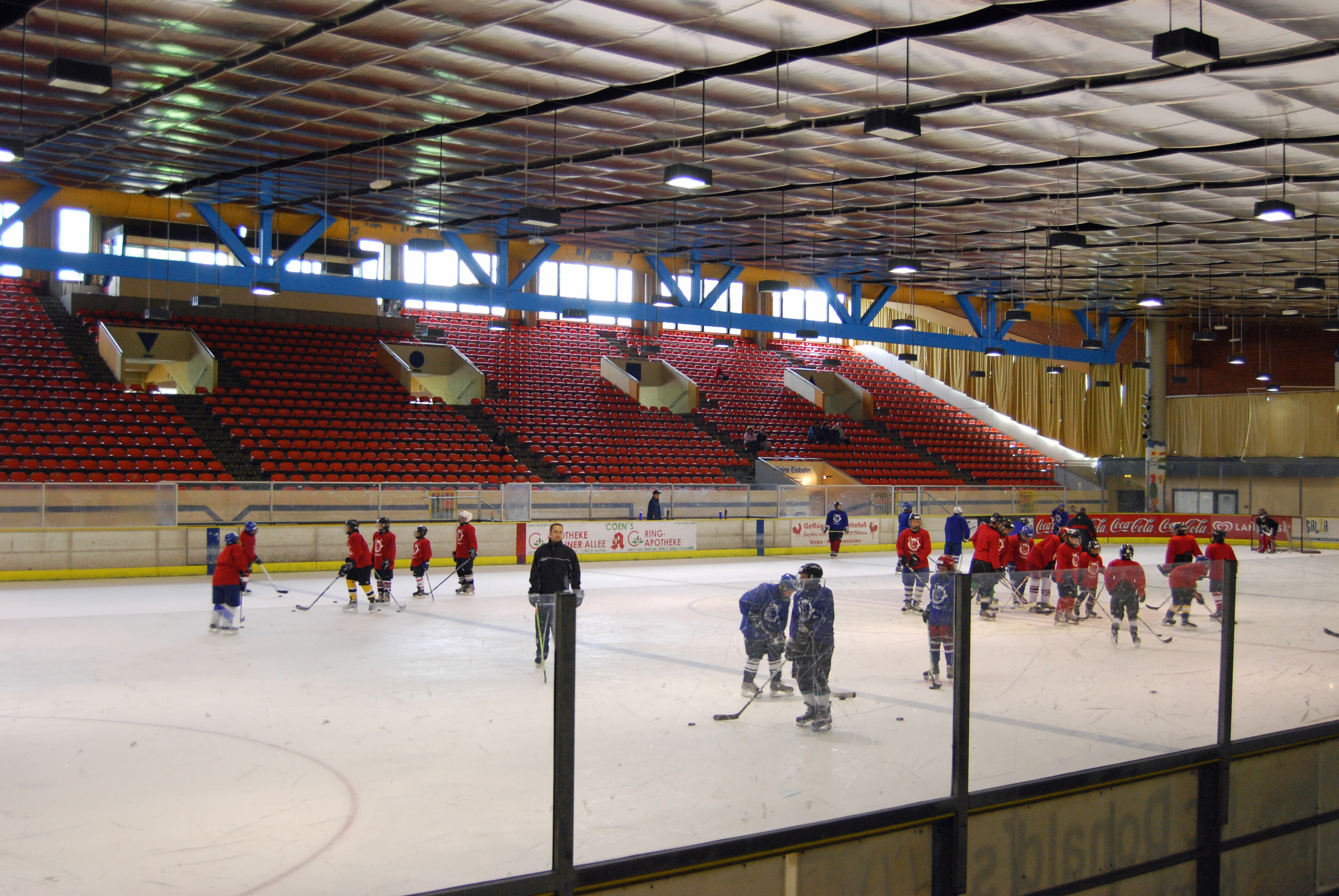
Eissporthalle Unna (2009)

Die Eissporthalle Unna wurde im Jahre 1977 eröffnet und bot Platz für knapp 4.200 Zuschauer. Die Sporthalle selber verfügte über zwei Eisflächen, mehrere Umkleidekabinen, sowie einen Kraftraum.
Im Laufe der Jahre war die Halle Schauplatz mehrerer nationaler wie internationaler Veranstaltungen, wie z. B. Austragungsort einiger Länderspiele der deutschen Eishockeynationalmannschaft
Aufgrund der Erkenntnissen bei den Untersuchungen der Dachkonstruktion der Eissporthalle, die aufgrund des Einsturzes der Eislauf- und Schwimmhalle Bad Reichenhall seit Januar 2007 durchgeführt wurden, wurde am 26. April 2007 die Eissporthalle bis nach Abschluss der in einem erstellten Gutachten als notwendig vorgesehenen Sanierungsarbeiten geschlossen. Am 15. Juni 2007 beschloss der Rat der Stadt Unna mit einer Mehrheit von 34 gegen 11 Stimmen, die Sanierung mit bis zu 600.000 Euro zu unterstützen. Am 3. November 2007 wurde die Halle nach erfolgreicher Sanierung wieder geöffnet.
Ab 2014 gab es in Unna verstärkt Diskussion über den Fortbetrieb und die Wirtschaftlichkeit der Halle. 2017 wurde der bis 2020 laufende Vertrag mit dem Pächter von Seiten der Stadt gekündigt. Nachdem im Sommer 2018 die Eisaufbereitungsanlage nicht mehr zu reparieren war, beschloss der Stadtrat die Schließung und den Abriss der Halle.
Die Eishalle war Austragsort von Länderspielen. 1997 richtete der Deutsche Eishockey-Bund den sogenannten „Christmas-Cup“, ein jährlich stattfindendes Dameneishockeyturnier aus, an welchem neben Deutschland auch die Schweiz und Kanada teilnahmen. Den Höhepunkt bildete das Länderspiel der deutschen Herrennationalmannschaft gegen Kasachstan, welches die Deutschen mit 3:0 gewinnen konnten. Ferner war die Unnaer Eissporthalle auch ein gern besuchter Trainingsort. Neben der Nationalmannschaft, welche in Unna ein Trainingslager errichtete, kamen regelmäßig die Kassel Huskies in die Hellwegstadt zum Trainieren. Ferner fand jährlich ein Sommertrainingscamp des LEV NRW statt.